# Conus tenuilineatus
Conus tenuilineatus – gatunek ślimaka z rodziny stożków (Conidae). Występuje endemicznie u wybrzeży Angoli.

## Taksonomia
Gatunek opisali po raz pierwszy Emilio Rolán i Dieter Röckel w roku 2001. Nazwa gatunkowa tenuilineatus pochodzi od wzoru muszli – tenuis oznacza z łaciny „cienki”, zaś lineatus „paskowany”.

## Charakterystyka muszli
U holotypu muszla mierzy 26,7 mm długości i 14,5 mm szerokości; u pozostałych paratypów długość muszli wynosi 18–29 mm, a stosunek szerokości do długości 0,54–0,61. Kolor podstawowy biały lub jasnobrązowy; muszlę pokrywają gęsto rozmieszczone brązowe pasy, układające się podobnie jak włosy, z gęstością 10/cm do 40/cm. Otwór muszli biały.

## Zasięg występowania
C. tenuilineatus występuje endemicznie u wybrzeży Angoli. Północną granicę zasięgu wyznacza Benguela, a południową Cabo de Santa Maria; daje to łącznie 150–160 km linii brzegowej. Gatunek przebywa zakopany w piasku pod kamieniami na głębokości 1–3 m.
C. tenuilineatus występuje na jednym obszarze (sympatrycznie) wraz z Conus bulbus, C. neoguttatus, C. variegatus, C. carnalis, C. zebroides, C. nobrei, C. musivus, C. naranjus, C. albuquerqui, C. micropunctatus oraz C. trovaoi.